# Un caffè/Tu sei differente (Eres diferente)
Un caffè/Tu sei differente (Eres diferente) è un singolo della cantante italiana Cocky Mazzetti pubblicato nel 1962 dalla casa discografica Primary.

## Descrizione
La cantante col brano Un caffè ha partecipato al Festival del Caffè 1962 vincendo il primo premio e riscuotendo grandissimo successo.
Il brano Tu sei differente è la cover italiana del brano Eres diferente.

## Tracce
1. Un caffè (Di Mogol e Piero Soffici)
2. Tu sei differente (Eres diferente) (Di Augusto Algueró e Misselvia)